# Местраль, Жорж де
Жорж де Местраль (фр. George de Mestral, 19 июня 1907 — 8 февраля 1990) — швейцарский инженер, изобретатель текстильной застёжки Велькро.

## Биография
Родился в Коломбире, недалеко от Лозанны, в фр. Le château de Saint Saphorin sur Morges. В 12 лет получил свой первый патент на конструкцию игрушечного самолёта. Обучался в Федеральной политехнической школе Лозанны.

### Изобретение застёжки
Широкую известность получила история его главного изобретения — застёжки-липучки.
Идея изобретения пришла Местралю в 1948 году. Он привык после прогулки с собакой снимать с её шерсти головки репейника. Однажды он рассмотрел их под микроскопом и увидел крохотные крючки, с помощью которых головки цепляются за шерсть животных (например, собак). Так у де Местраля появилась идея застёжки-липучки. На её реализацию у инженера ушли годы экспериментов, в результате которых изобретатель подобрал оптимальный материал — нейлон.
В 1955 году де Местраль смог наконец запатентовать (швейцарский патент № 2 717 437 «Бархатная ткань и метод её производства») своё изобретение.

### Велькро
Де Местраль основал компанию по производству застёжки-липучки Velcro (впоследствии переименованную в Velcro SA, а затем Velcro International).